# 183
| Calendário gregoriano                                                        | 183 CLXXXIII                    |
| Ab urbe condita                                                              | 936                             |
| Calendário arménio                                                           | -369 – -368                     |
| Calendário bahá'í                                                            | -1661 – -1660                   |
| Calendário budista                                                           | 727                             |
| Calendário chinês                                                            | 2879 – 2880                     |
| Calendário copta                                                             | -101 – -100                     |
| Calendário etíope                                                            | 175 – 176                       |
| Calendários hindus - Vikram Samvat - Calendário nacional indiano - Cáli Iuga | 238 – 239 104 – 105 3283 – 3284 |
| Calendário Holoceno                                                          | 10183                           |
| Calendário islâmico                                                          | 453 BH – 452 BH                 |
| Calendário judaico                                                           | 3943 – 3944                     |
| Calendário persa                                                             | 439 BP – 438 BP                 |
| Calendário rúnico                                                            | 433                             |
| Calendário solar tailandês                                                   | 726                             |

183 (CLXXXIII na numeração romana) foi um ano comum do século II do Calendário Juliano, da Era de Cristo, a sua letra dominical foi F (52 semanas), teve início e término numa terça-feira
| Ano completo                       |
| ---------------------------------- |
| Ano comum com início à terça-feira |